# پریش سنت چارلز (لوئیزیانا)
سنت. چارلز پریش (به انگلیسی: St. Charles Parish) یک قصبه در ایالات متحده آمریکا است که در لوئیزیانا واقع شده‌است.

## خصوصیات
سنت. چارلز پریش ۱٬۰۶۴٫۴۹ کیلومترمربع مساحت دارد.